# Charlotte de Huybert
Charlotte de Huybert, född 1622, död efter 1644, var en nederländsk författare och företrädare för tidig protofeminism. 
Hon var dotter till juristen Anthonie Jansz. de Huybert (1583-ca. 1644) och Charlotte de Tro(u)get, och gifte sig 1644 med rådmannen, redaren och fogden Adriaen de Looper (ca. 1590-na 1644). Hon fick en god bildning och växte upp i en litterär miljö i Amsterdam, där fadern umgicks med flera av samtidens mer uppmärksammade författare. 
Hon är främst känd för den uppmärksammade dikt hon tillägnade Johan van Beverwijck: Van de wtnementheyt des vrouwelicken geslachts (1639), som betraktas som ett tidigt försvar för kvinnors rättigheter i samhällsdebatten. Hon kritiserade där den samtida tveksamheten till kvinnors jämställdhet och pekade på kvinnors deltagande i affärslivet i Nederländerna trots att de oftast var okunniga om juridik och omyndiga, och även att kvinnor hade visat sig kapabla att delta i statens affärer genom att peka på exemplet Elisabet I av England, och att de också visat sig talangfulla inom konstvärlden. van Beverwijck inkluderade henne i sitt arbete om Anna Maria van Schurman. 
Efter sitt giftermål 1644 försvann Charlotte de Huybert ur offentligheten och publicerade aldrig mer någonting. Hennes enda dikt blev dock berömd i samtiden och föremål för mycket uppskattande omdömen av samtiden, poeter riktade hyllningsverser till henne och dikten kom länge att utgöra ett studieobjekt i litteraturen kring kvinnas ställning i Nederländska republiken under 1600-talet. 